# Christina Rokiczana
Christina Rokiczana (av. 1330–ap. 1365) (polonais : Krystyna Rokiczana), reine de Pologne (1356-1363) par son mariage avec Casimir III de Pologne.

## Biographie
Christina est mentionnée par plusieurs sources historiques comme faisant partie de la noble famille Ciołek". Elle est l'épouse de Mikuláš (Nicolas) Rokiczan, un riche commerçant de Prague. Quand son mari décède, Christina hérite d'une grande fortune. Elle devient dame d'honneur à la cour de Charles IV, empereur germanique et roi de Bohême. Elle est ensuite mentionnée dans les documents relatifs à l'annulation du mariage de Casimir III de Pologne et d'Adélaïde de Hesse.
En mai 1356 Casimir III se rend à Prague, où il fait la connaissance de Christina. Le mariage a lieu peu après à Cracovie. Adélaïde étant toujours en vie et n'étant pas officiellement divorcée, le mariage est tout de suite considéré comme illégitime, mais il arrange bien les affaires de la Maison d'Anjou. Les enfants qui auraient pu naitre de cette union seraient d'emblée considérés comme illégitimes et même s'ils l'étaient un jour, cette légitimité serait toujours remis en question. Sans fils légitime, Casimir devait céder le trône à sa sœur, Élisabeth de Pologne et après elle à son fils, Louis Ier de Hongrie.
Quoi qu'il en soit, la lune de miel ne dure guère très longtemps. Christina, qui souffrait de la gale et de calvitie, est rapidement rejetée par le roi après la découverte de ses vices cachés. Il est cependant possible, que la relation ait duré un peu plus longtemps, puisque Christina vivait encore en Pologne en 1365. C'est cette année-là que Casimir prend pour quatrième épouse Edvige de Sagan.

## Source de la traduction
- (en) Cet article est partiellement ou en totalité issu de l’article de Wikipédia en anglais intitulé « Christina Rokiczana » (voir la liste des auteurs).